# Messier 39
Messier 39 (také M39 nebo NGC 7092) je pouhým okem viditelná otevřená hvězdokupa v souhvězdí Labutě. Objevil ji Charles Messier 24. října 1764. Hvězdokupa je od Země vzdálená okolo 825 světelných let.

## Pozorování

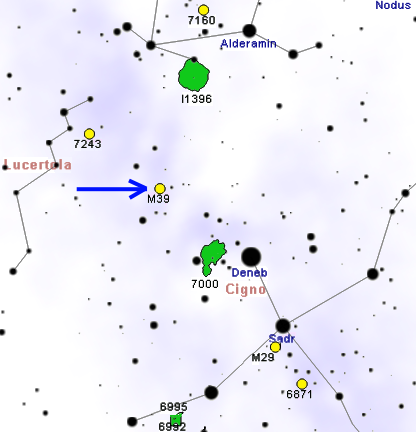
Poloha M 39 v souhvězdí Labutě

Hvězdokupa M39 je pod průzračnou tmavou oblohou viditelná i pouhým okem jako jasná skvrna v severovýchodní části souhvězdí Labutě blízko hranic se souhvězdími Ještěrky a Cefea, 3° severně od hvězdy 4. magnitudy ρ Cyg. K jejímu úplnému rozložení na hvězdy stačí triedr 7x30, který ukáže dvacítku hvězd a její výrazný trojúhelníkový tvar. Triedr 10x50 všechny hvězdy rozliší zřetelně a čistě a ukáže také některé dvojhvězdy.
Malý dalekohled ji rozloží úplně, ukáže její výrazně rozptýlené hvězdy a bohaté pole hvězd na pozadí.
4° východně od hvězdokupy leží mlhovina Kokon, ze které směrem k M39 vybíhá temná mlhovina Barnard 168 (B168).
Hvězdokupu je možné pozorovat z obou polokoulí Země, i když její severní deklinace značně zvýhodňuje její pozorovatele na severní polokouli, kde během letních velmi vychází vysoko na oblohu a v severnějších oblastech mírného podnebného pásu je dokonce cirkumpolární. Zato na jižní polokouli vychází pouze nízko nad obzor, kromě oblastí blízko rovníku. Přesto je pozorovatelná z většiny obydlených oblastí Země. Nejvhodnější období pro její pozorování na večerní obloze je od června do listopadu.

## Historie pozorování
Hvězdokupu objevil Charles Messier 24. října 1764 při hledání komet. Popsal ji takto: "Kupa hvězd blízko ocasu Labutě, kterou je možné vidět obyčejným dalekohledem dlouhým 3,5 stopy. Průměr 1°."
Někteří badatelé tvrdí, že hvězdokupu mohl pozorovat již Guillaume Le Gentil v roce 1750, nebo dokonce Aristotelés roku 325 př. n. l.. Je také podivné, že se navzdory její jasnosti a snadnému rozeznání vyskytuje pouze málo zpráv o jejím následném pozorování, včetně obou Herschelů a admirála Smythe.

## Vlastnosti

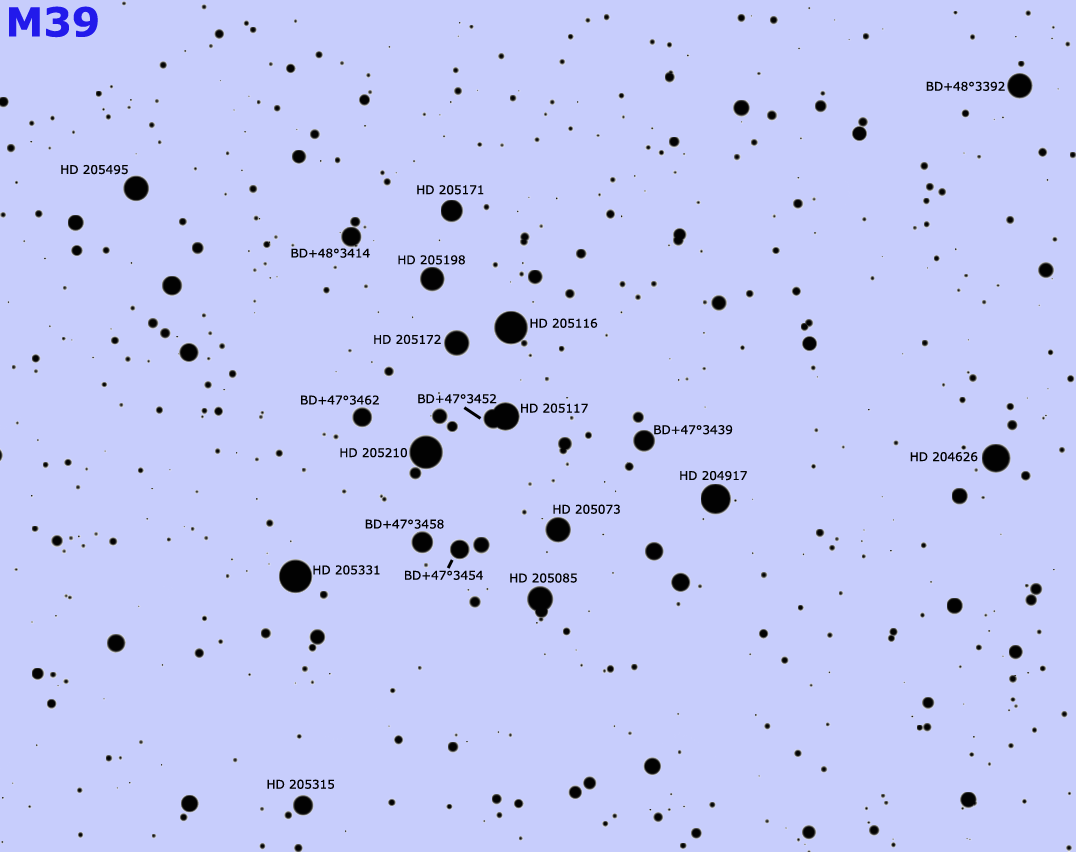
Podrobná mapa M39 s označením hlavních hvězd.

M39 se nachází ve vzdálenosti přibližně 825 světelných let od Země a její odhadované stáří je 230 až 300 milionů let. Její skutečný průměr je přibližně 7 světelných let a tvoří ji přinejmenším 30 hvězd 11. magnitudy a jasnějších. Jejích 12 nejjasnějších hvězd je spektrálního typu A a B a jsou rozptýleny na ploše o zdánlivém průměru více než 30', přitom hvězd slabších než 9. magnitudy je asi dvacet. Její nejjasnější hvězda má označení HD 205331, je to bílá hvězda spektrálního typu A0 se zdánlivou magnitudou 6,83 a tvoří jihovýchodní okraj hvězdokupy. Ke hvězdokupě by mohly patřit další hvězdy až do 14,8. magnitudy, ale přesné určení jejích opravdových členů je velmi obtížné.
Z H–R diagramu hvězdokupy vyplývá, že v podstatě všechny její hvězdy se nachází na hlavní posloupnosti, ale některé její nejjasnější hvězdy se nachází na začátku vývoje směrem do oblasti obrů. Mezi jejími méně jasnými hvězdami byla objevena desítka hvězd, které vykazují známky proměnnosti pravděpodobně s krátkou periodou.
Hvězdokupa se k Zemi přibližuje radiální rychlostí přibližně 15 km/s. Její vzdálenost ji umisťuje do vnitřních oblastí ramena Orionu, nedaleko od soustavy temných mlhovin, které tlumí světlo jasných OB asociací v souhvězdí Cefea. Rozbor struktury hvězdokupy ukázal, že M39 vykazuje podobnost s dalšími velmi známými hvězdokupami, jako jsou Plejády nebo Jesličky, a to s ohledem na rozdělení jejích hvězd ve středových a okrajových částech.